# 奧爾加·陶斯基-托德
奧爾加·陶斯基-托德（英語：Olga Taussky-Todd，1906年8月30日—1995年10月7日）是一名奧地利數學家，後來成為捷克裔美國數學家。她發表了300多篇關於代數數論、積分矩陣以及代數和分析中的矩陣的研究論文。

## 早年生活
1906年8月30日，奧爾加·陶斯基出生在現在的捷克共和國奧洛穆茨的一個猶太家庭。她的父親朱利葉斯·大衛·陶斯基（Julius David Taussky）是工業化學家，母親艾達·波拉赫（Ida Pollach）是一名家庭主婦。她在三個孩子中排行第二。她的父親希望女兒們能從事文科職業，但她們都選擇了理科。比奧爾加大三歲的伊洛娜（Ilona）成為甘油酯產業的化學顧問，比奧爾加小三歲的赫莎（Hertha）成為藥劑師，後來又成為威爾康奈爾醫學院的臨床化學家。
三歲時，她舉家遷往維也納，在那裡一直生活到一戰中期。後來，陶斯基的父親接受了上奧地利邦林茨一家醋廠廠長的職位。年幼時，陶斯基就對數學產生了濃厚的興趣。父親在她上學的最後一年去世後，她整個暑假都在父親的醋廠工作，並在家人的壓力下學習化學，以接替父親的工作。然而，她的姐姐取得化學專業的資格，接替了父親的工作。在當時的「紅色維也納」，奧地利社會民主黨鼓勵婦女接受高等教育，1925年秋，陶斯基進入維也納大學學習數學。

## 職業生涯
陶斯基首先從事代數數論研究，在維也納大學獲得博士學位，導師是來自德國的數論學家菲利浦·富特文勒。在此期間，她參加了所謂「維也納學派」的會議，這個哲學家和邏輯學家團體發展了邏輯實證主義哲學。陶斯基和奧爾加·哈恩-紐拉特和蘿絲·蘭德一樣，是最早加入該團體的女性之一，該團體成員包括奧圖·紐拉特、魯道夫·卡爾納普和庫爾特·哥德爾，並深受路德維希·維根斯坦的影響。
陶斯基最著名的研究領域是矩陣理論（尤其是複矩陣的計算穩定性）、代數數論、群論和數值分析。
根據吉安-卡洛·羅塔的說法，作為一名年輕的數學家，她受僱於一群德國數學家，負責找出並糾正大衛·希爾伯特著作中的許多數學錯誤，以便將這些錯誤收集成冊，並在希爾伯特生日時贈送給他。只有一篇關於連續統假設的論文，她未能修復。
1935年，她移居英國，成為劍橋大學格頓學院和布林莫爾學院的研究員。不久後，她於1938年與倫敦大學的同事、愛爾蘭數學家約翰·托德結婚。
後來，她在英國國家物理實驗室開始使用矩陣分析二戰期間飛機的振動。在此期間，她撰寫了多篇文章，並由倫敦飛機生產部發表。她後來稱自己是矩陣理論的火炬手。
1945年，托德夫婦移居美國，在國家標準暨技術研究院工作。1957年，她和丈夫雙雙進入加州理工學院任教。她也指導了加州理工學院的第一位女數學博士洛林·福斯特，以及漢納·諾伊曼、菲利普·J·漢隆和查爾斯·羅亞爾·約翰遜。
1977年，陶斯基從教職退休，但她繼續與其他數學家通信，探討她在矩陣理論方面的研究成果。

## 榮譽
1970年，陶斯基因發表在《美國數學月刊》上的一篇關於平方和的文章而獲得福特獎。1988年，她又獲得維也納大學榮譽博士學位和南加州大學榮譽理學博士學位。
她是美國科學促進會會士、諾特講師和奧地利科學與藝術一等榮譽十字勳章得主（1978年）。
1993年，國際線性代數學會（ILAS）設立了一系列講座，以表彰陶斯基-托德及其丈夫在線性代數領域所做的貢獻。2021年，陶斯基-托德系列講座改為ILAS陶斯基-托德獎。

## 外部連結
- Narrative overview （页面存档备份，存于）
- Noether Booklet
- Noether Booklet （页面存档备份，存于）
- Luchins, Edith H.; McLoughlin, Mary Ann.  (PDF). Notices of the American Mathematical Society. August 1996, 43 (8): 838–847  [2024-07-15]. （原始内容存档 (PDF)于2023-12-15）.
- Goodstein, Judith R.  (PDF). Notices of the American Mathematical Society. March 2020, 67 (3): 345–353  [2024-07-15]. doi:10.1090/noti2038 . （原始内容存档 (PDF)于2023-07-16）.